# Hårorme
Hårorme (Nematomorpha) er en række af parasitiske orme. De er typisk 10-30 cm lange, men nogle arter kan nå en længde på op til 2 meter. Der kendes ca. 350 arter af hårorme, hvoraf langt de fleste findes som parasitter i leddyr. Hårorme er nærtbeslægtede med rundorme.

## Livscyklus
Hårormenes livscyklus er forholdsvis simpel. Når en larve klækkes fra ægget og er frigjort fra det, vil den opsøge sin fremtidige vært. Mulige værter er afhængig af hårorme-arten en bred vifte af vandlevende og landlevende leddyr som biller, græshopper, fårekyllinger, kakerlakker, tusindben og edderkopper. En enkelt familie lever i havet og inficerer bundlevende krebsdyr.
Larven kan komme ind i værtens krop ved at bore sig gennem dens hud eller ved at lade sig spise. I den tidlige del af sin livscyklus vil larven ikke være til nogen gene for værten, men den vil hurtigt vokse, og når den har nået fuld størrelse, udfylder den størstedelen af værtens kropshule.
Den parasitiske del af hårormens livscyklus afsluttes når, ormen bliver kønsmoden. Den vil så bryde ud af værten og påbegynde sit korte liv som fritlevende orm. Denne periode er kort, for den fritlevende orm har hverken mund eller tarmsystem, og kan ikke optage føde. Under den fritlevende periode er hårormens eneste mål at opsøge en eller flere artsfæller af det modsatte køn og parre sig med dem. Ormene dør umiddelbart efter parringen, men kan efterlade sig millioner af befrugtede æg.
En udvokset hårorm er ofte 5-10 gange længere end værtsdyret. Mange hårorme i stand til at manipulere værtsdyrets adfærd umiddelbart inden frigørelsen. Hårorme foretrækker at frigøre sig i et vandigt miljø, men da værtsdyret ofte er et landlevende leddyr, vil det ikke nødvendigvis være naturligt for værten at opsøge vand. Men leddyr med voksne hårorme ændrer ofte adfærd og imod deres natur søger mod vand. Denne ændrede adfærd antages at skyldes, som ved at frigøre tørst- eller dehydreringsindikerende hormoner, kan styre værten.

## Hårorme i Danmark
Der kendes flere arter af hårorme fra Danmark. Arten Gordius aquaticus er en af de mest almindelige. Den lever blandt andet i løbebiller.